# Distretto di Kawakami
Il distretto di Kawakami (川上郡?) è uno dei distretti della Sottoprefettura di Kushiro, Hokkaidō, in Giappone.
Attualmente comprende i comuni di Shibecha e Teshikaga.